# Старое Березино
Старое Березино — деревня в Павинском районе Костромской области. Входит в состав Петропавловского сельского поселения

## География
Находится в северо-восточной части Костромской области на расстоянии приблизительно 8 км на восток по прямой от села Павино, административного центра района.

## История
В XIX веке деревня Березино находилась на территории Никольского уезда Вологодской губернии. В 1859 году здесь было учтено 6 дворов. Дата разделения деревни на Новое и Старое Березино пока неизвестна.

## Население
Численность постоянного населения составляла 33 человека (1859), 6 в 2002 году (русские 100 %), 0 в 2022.